# غارهای خر اشکفت
غارهای خر اشکفت مربوط به عصر مس است و در شهرستان خرم‌آباد، بخش چغلوندی، دهستان بیرانوند شمالی، ۲ کیلومتری شمال روستای خر اشکفت واقع شده و این اثر در تاریخ ۲۸ اسفند ۱۳۸۵ با شمارهٔ ثبت ۱۸۵۶۶ به‌عنوان یکی از آثار ملی ایران به ثبت رسیده است.